# アルテンシュタット (ヘッセン)
アルテンシュタット (ドイツ語: Altenstadt, ドイツ語発音: [ˈalt̩nʃtat]) は、ドイツ連邦共和国ヘッセン州ヴェッテラウ郡に属す町村（以下、本項では便宜上「町」と記述する）である。町内をニッダー川が流れており、ビューディンゲン方面から流れてきたゼーメンバッハ川がリントハイム近郊でニッダー川に合流する。

## 地理

### 隣接する市町村
アルテンシュタットは、北はフロールシュタットおよびグラウブルク、東はビューディンゲン、南東はリーメスハイン（以上4市町村はいずれもヴェッテラウ郡）、南西はニッデラウ（マイン＝キンツィヒ郡）、西はニッダタール（ヴェッテラウ郡）と境を接している。

### 自治体の構成
ヘッセン州の地域再編以後、アルテンシュタット、ヘークハイム、ヘーヒスト・アン・デア・ニッダー、リントハイム、エンツハイム、オーベラウ、ローデンバッハ、ヴァルトジートルング地区がこの町に属している。この他に町域のわずかに外側に位置するエンゲルタール修道院や数軒の家屋と広大なゴルフ場からなるオッペルスハウゼンもこの町に属す。

## 歴史

### ローマ軍基地
2世紀前半から、アルテンシュタットは、詳細不明のヌーメルス（約150人からなる一個部隊）の駐留地（カストラ・アルテンシュタット）となっていた。この部隊は、初めは広さ 1 ha 程度のカストラに駐留していた。カストラは四角形で、木材と土で造られた防御柵を有しており、堀で囲まれていた。1つの門と隅櫓が知られている。内部には様々な建物の痕跡が見られる。その後、135年頃に新たなカストラが築かれた。新しいカストラは、おそらく、1 ha 以上の広さがあり、芝土で造った防御柵があった。カストラの北半分は、やや西側にずれている。このカストラには、4つの門、複数の隅櫓があり、堀で囲まれていた。内部には、地下貯蔵庫や、司令官の館を含む司令部跡、一般兵舎跡が見られる。
150年頃に石造のカストラが建設された。1.5 ha (132 m × 114 m) の四角形の平面を持ち、4つの門と複数の隅櫓、数多くの中間の塔が築かれた。二重の堀がこのカストラを囲んでいた。内部には、水槽や、おそらく司令官の館と思われる司令部跡、一般兵舎跡、その他の建物跡が見られる。ヌーメルスが駐留する以前、ここには2つの小さなカストラがあった。それらは、木材と土で造られた防御柵を持ち、一重の堀で囲まれていた。基地城下町は、あらゆる方角に広がっていった。
アルテンシュタットのローマ軍基地は、おそらくローマ時代以前からあったニッダー川沿いにフォーゲルスベルク山地やさらにフルダに至る街道を抑えることと、わずか 5　km 離れたグラウベルクを監視することの2つの任務を負っていた。グラウベルクは、ローマ時代以前にはケルト人領主の拠点であり、ケルト人の撤退後はゲルマン人が入植していた土地である。ローマ人は、ケルト人でもゲルマン人でもない、その他の者たちが自分たちの支配地域内およびその周辺地域に入植することは許容していた。現在、カストラの領域は完全に屋根がかけられている。この城塞の歴史はかなり複雑である。それは、時代とともに小さな砦からヌーメルスを収容するカストラに発展したためである。このカストラは、2世紀後半とアレマン人の侵入による233年と 2回破壊されている。1603年に泉から回収された、242年の銘を持つ石材は、260年のリメスの終わりまでこのカストラが維持されていたと推定する根拠となっている。

### 中世以降の村落史
アルテンシュタットは、767年6月に Aldenstat, Altunstaten および Aldunstater marca として史料に初めて現れる。これによりアルテンシュタットは、オーバーヘッセンで最も古い町とされている。この町は神聖ローマ帝国では、フライゲリヒト・カイヒェン領に属した。この領域は、15世紀にフリートベルク城伯の支配下に置かれた。この城伯領は1806年にヘッセン＝ダルムシュタット方伯領となった。
1972年8月1日にビューディンゲン郡が廃止され、ヴェッテラウ郡内に自治体アルテンシュタットが創設された。

### 町村合併
1971年10月1日にそれまで独立した町村だったヘーヒスト・アン・デア・ニッダーとオーベラウがアルテンシュタットと合併した。同年12月31日にヘークハイムとリントハイムがこれに加わった。1972年8月1日にローデンバッハがこれに続いた。

## 行政

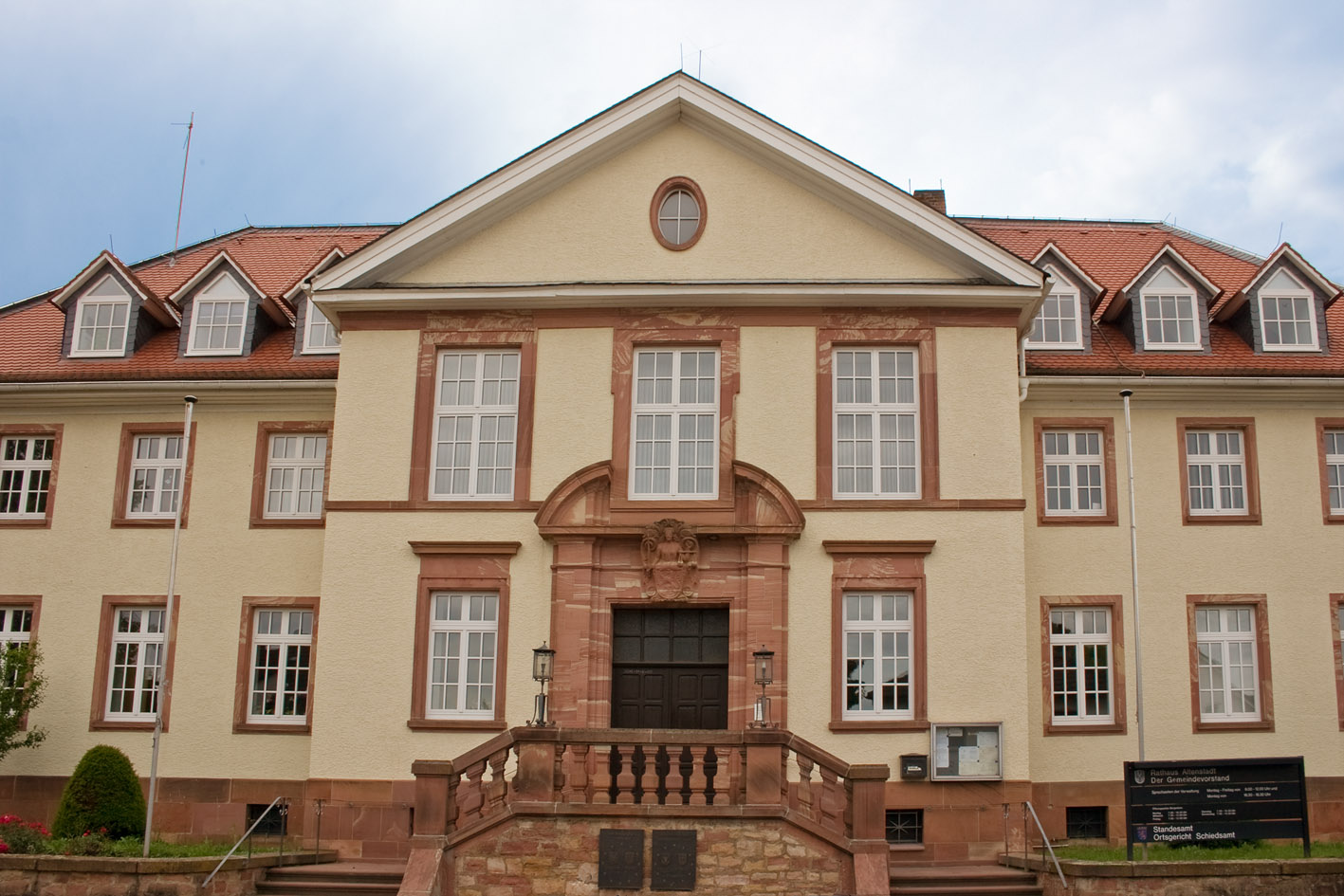
アルテンシュタット町役場

### 町議会
2011年3月27日の選挙以降、アルテンシュタットの町議会は 37議席で構成されている。

### 首長
2012年4月1日の選挙では、現職の町長ノルベルト・ジグーダ (SPD) が 74.0 % の票を獲得して勝利し、3期目を務めることとなった。対立候補のザビーネ・リップ (CDU) の得票率は 23.4 %、ダニエル・クネーベル (NPD) のそれは 2.6 % であった。この選挙の投票率は 47.9 % であった。

### 紋章
図柄: 銀地に、赤いくちばしと爪で武装した黒鷲。胸に「A」の金文字が書かれている。

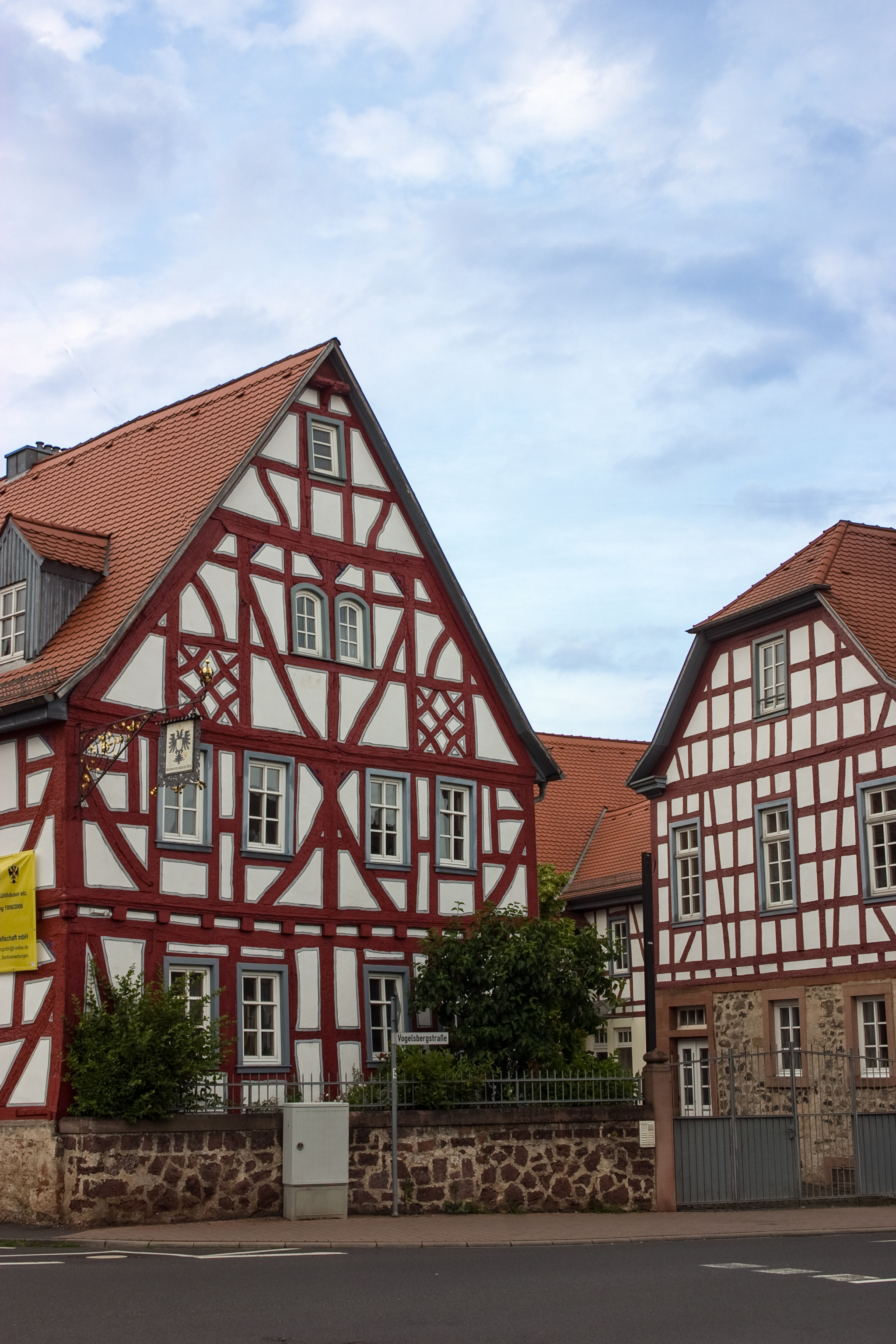
ゲストハウス「黒鷲亭」

18世紀のアルテンシュタットの公用印には単頭の帝国鷲が描かれていた。この図柄は「A」の文字とともに、多くの18世紀の境界石に現れ、1667年からその存在が証明されている御料地のゲストハウス「黒鷲亭」にも（小盾を持った形で）掲げられていた。これは、この村が1806年までカイヒェン秘密裁判所領であり、この裁判所領は帝国直轄の城であるフリートベルク城の支配下に置かれていたためである。アルテンシュタットの町の紋章は、数多くの他のオーバーヘッセンの鷲紋と区別され、1952年10月30日に印章の単頭の鷲と境界石のマークを組み合わせた紋章が認可された。

### 姉妹都市
- ボーシャン（フランス語版、英語版）（フランス、ヴァル＝ドワーズ県）
- カジミエジャ・ビエルカ（ポーランド語版、英語版）（ポーランド、シフィェンティクシシュ県）

## 文化と見所

### 音楽
- ファンファーレ・ウント・シュピールマンツーク・アルテンシュタット（マーチングバンド）

## 経済と社会資本

### 交通

#### 道路
アルテンシュタットは、ビューディンゲンからフランクフルト・アム・マインに至る連邦道 B521号線沿いに位置している。アウトバーン網については、A45号線（ギーセン - ハーナウ）のアルテンシュタット・インターチェンジが利用できる。

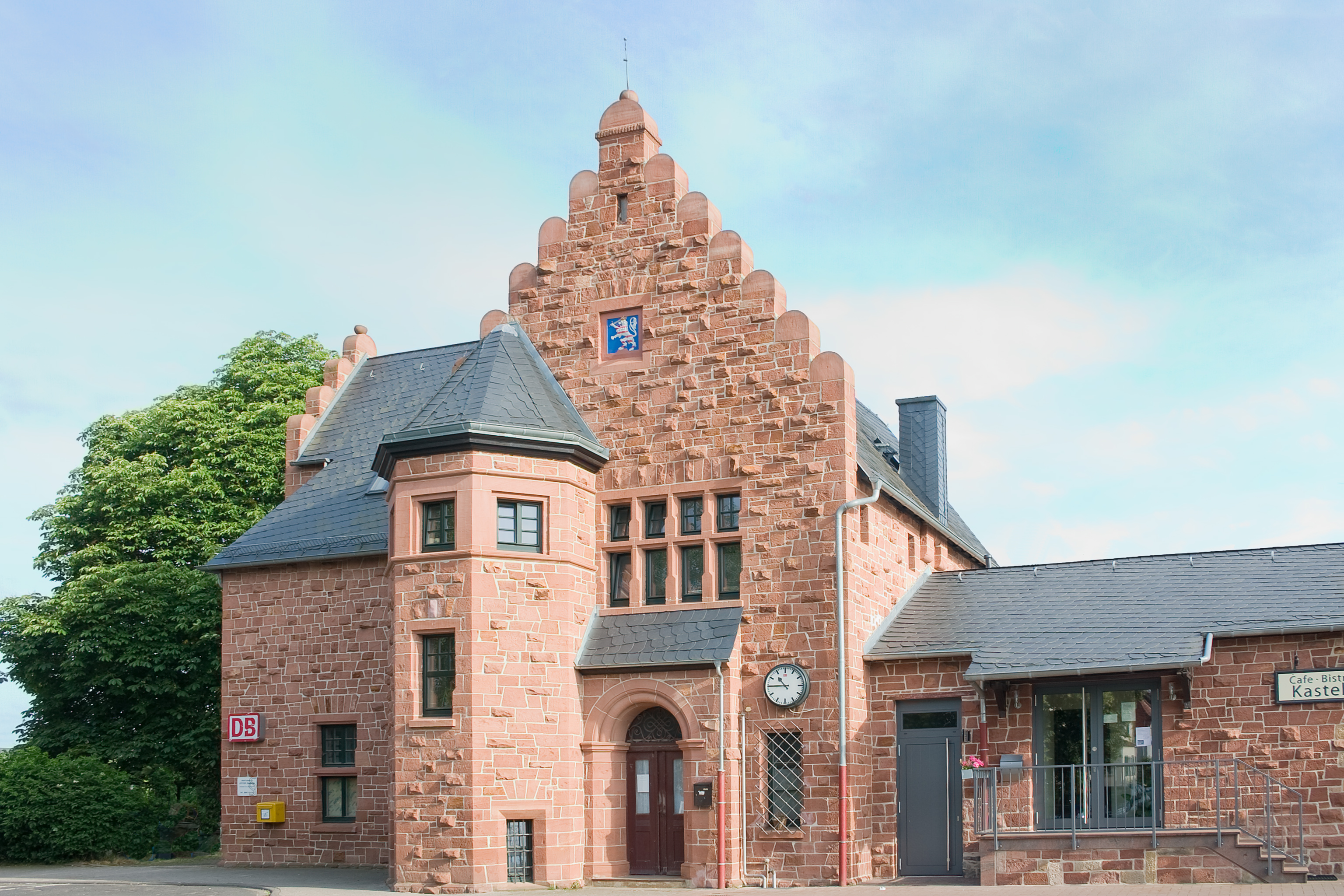
アルテンシュタット (ヘッセン) 駅

#### 公共交通機関
アルテンシュタットは、ニッダータール鉄道（シュトックハイム - バート・フィルベル - フランクフルト・アム・マイン）の列車が 1時間毎に発着する。駅は:
- アルテンシュタット (ヘッセン) 駅
- アルテンシュタット＝リントハイム駅
- アルテンシュタット＝ヘーヒスト駅

この他にハーナウ、フリートベルク、ビューディンゲンへのバス路線が運行されている。
公共旅客交通は、ライン＝マイン交通連盟に属すオーバーヘッセン交通会社 GmbH が担っている。

#### 自転車道
- フルカン自転車道はヘーヒストを起点としてアルテンシュタット、リントハイム、エンツハイムを経由して、シュトックハムからラウターバッハへ (ヘッセン) の旧鉄道路線を通っている。フルカン自転車道は現在、かつての鉄道路線を通ってフォーゲルスベルク山地を抜けてレーン山地（ドイツ語版、英語版）に至る全長約 250 km のヘッセン・バーンラートヴェークの一部となっている。
- ドイツ・リーメス自転車道は、オーバーゲルマニシュ＝レティシャー・リーメス沿いに、ライン川沿いのバート・ヘニンゲンからドナウ川沿いのレーゲンスブルクまで結んでいる。

### 公共機関

#### 教育機関
- ゲザムトシューレ・リーメスシューレ・アルテンシュタット（総合学校）
- 基礎課程学校 数校

#### レジャー、スポーツ施設
ファンファーレ・ウント・シュピールマンツーク・アルテンシュタットは、この町の看板グループである。2006年ドイツ・チャンピオンとなり、アルテンシュタットの紋章を全ヨーロッパに知らしめた。